# شوشتانج
شوشتانج (بالإنجليزية: Šoštanj)‏ هي مستوطنة تقع في سلوفينيا في Šoštanj Municipality.[بحاجة لمصدر] يقدر عدد سكانها بـ 2,933 نسمة ومساحتها 3.7 كم2 وترتفع عن سطح البحر 358.7 متر.